# Essershausen
Essershausen ist ein Ortsteil des Marktfleckens Weilmünster im mittelhessischen Landkreis Limburg-Weilburg. Der Ort liegt im östlichen Hintertaunus im Weiltal, 4,4 km nordwestlich des Kernortes Weilmünster. Durch den Ort führt die Landesstraße 3025.

## Geschichte

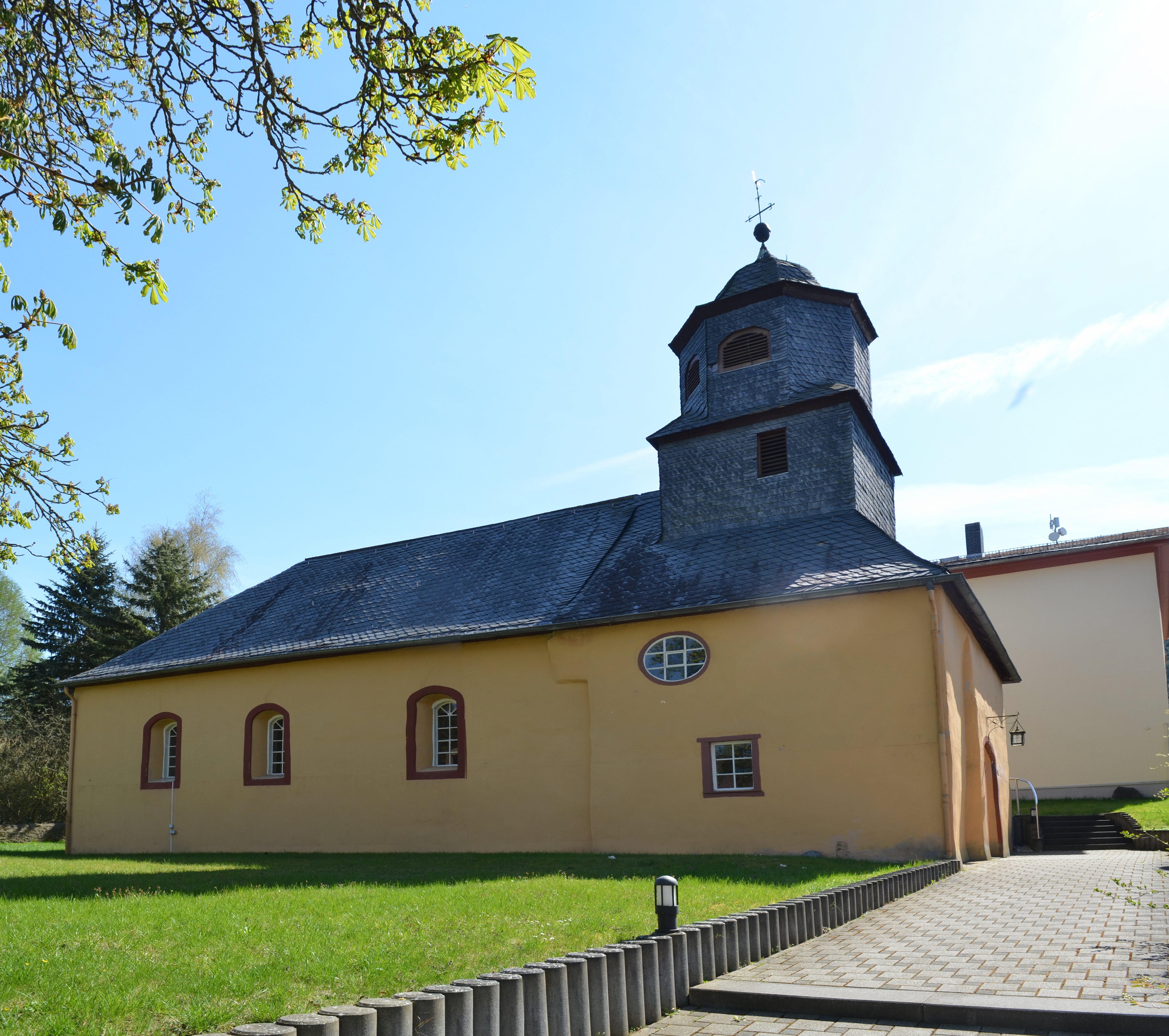
Evangelische Kirche

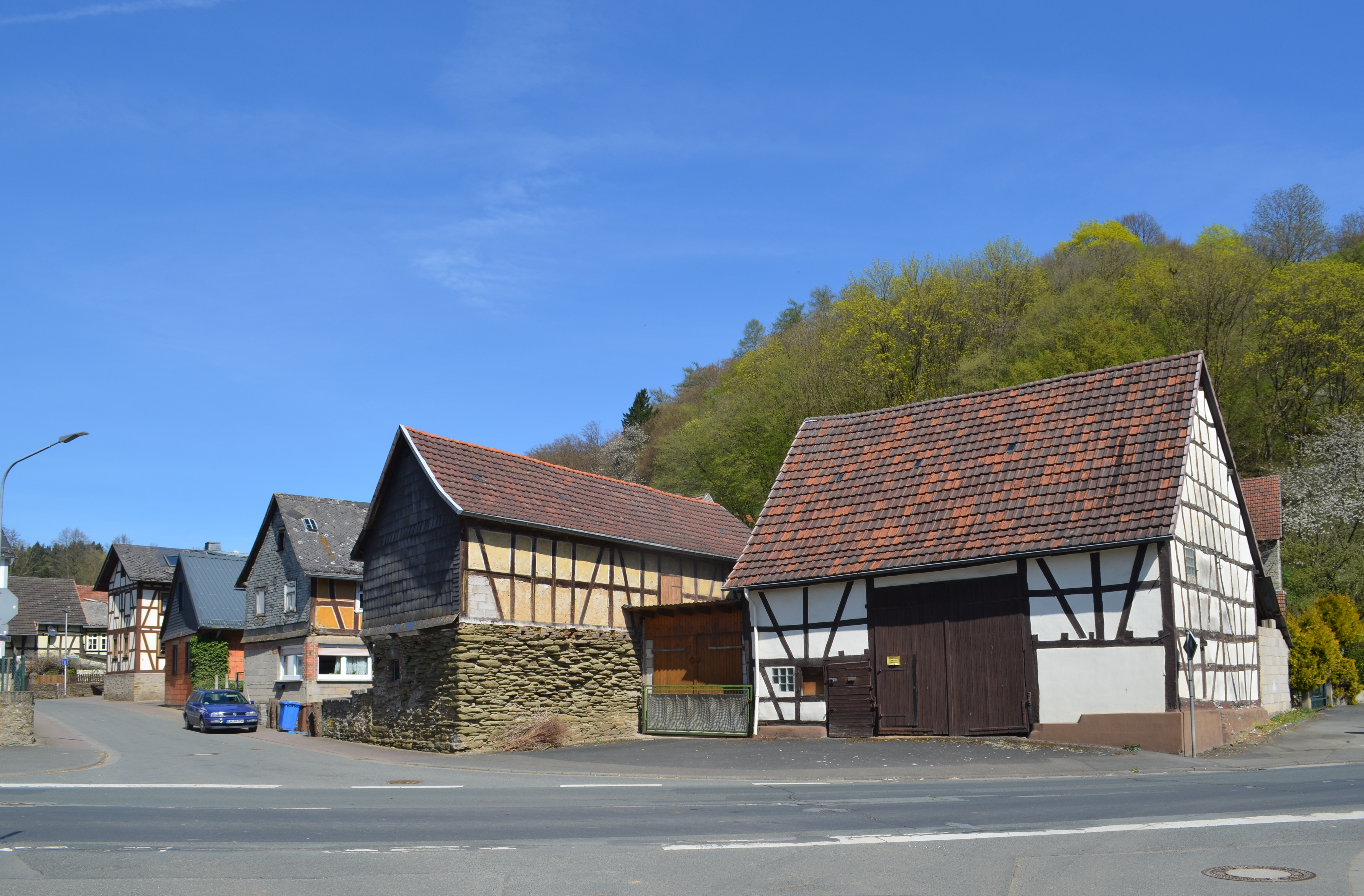
Edelsberger Straße

### Ortsgeschichte
Erstmals urkundlich erwähnt wird das Dorf im Jahr 1233 als Sitz eines Reichsritters. Damals hieß das Dorf Eschershusen. Der Ortsname änderte sich dann über Eichschershusen, Eschershusen, Aschesshusen, Eschersshusen, Eschershausen und Essershaußen zum heutigen Essershausen. Der Ritter lebte in einem Gehöft mitten im Tal, von einem Wassergraben umgeben. Erhalten ist der neuzeitlich überbaute Burghügel im Weiltal (Hofstraße 5). Eine zweite Burganlage befand sich nordöstlich des Dorfes auf einem vom Gundersbach umflossenen Bergsporn an der Verlängerung des Bermbacher Weges im Wald. Vom Waldweg aus sichtbar sind der Halsgraben und dahinter der Burghügel auf dem Bergsporn über dem Gundersbach.
1391 wurde die Kirche erbaut. Im Jahr 1520 wurde das Dorf zur Pfarre erhoben. Zum Kirchspiel gehören Bermbach, Laimbach und Edelsberg. Von der Mitte des 19. Jahrhunderts bis nach dem Zweiten Weltkrieg wurde in Ortsnähe Eisenstein abgebaut. 
Essershausen hatte einen Bahnhof an der Weiltalbahn. Die Bahnstrecke wurde 1889 erbaut und 1990 abgebaut, nachdem bereits 1969 der Personenverkehr eingestellt worden war.
Hessische Gebietsreform 1970–77
Im Zuge der Gebietsreform in Hessen fusionierten zum 31. Dezember 1970 der bisherige Marktflecken Weilmünster im Oberlahnkreis mit den bis dahin selbstständigen Gemeinden Aulenhausen, Dietenhausen, Ernsthausen, Laimbach, Langenbach, Laubuseschbach, Lützendorf, Möttau, Rohnstadt und Wolfenhausen freiwillig zur neuen Großgemeinde Weilmünster. Essershausen wurde zum 31. Dezember 1971 auf freiwilliger Basis eingemeindet. Für alle 12 ehemals eigenständigen Gemeinden von Weilmünster wurden Ortsbezirke gebildet.

### Verwaltungsgeschichte im Überblick
Die folgende Liste zeigt die Staaten und Verwaltungseinheiten, denen Essershausen angehört(e):
- vor 1806 Heiliges Römisches Reich, Grafschaft/Fürstentum Nassau-Weilburg, Amt Weilburg
- ab 1806: Herzogtum Nassau,[Anm. 2] Amt Weilburg
- ab 1849: Herzogtum Nassau, Kreisamt Hadamar[Anm. 3]
- ab 1854: Herzogtum Nassau, Amt Weilburg
- ab 1867: Königreich Preußen,[Anm. 4] Provinz Hessen-Nassau, Regierungsbezirk Wiesbaden, Oberlahnkreis[Anm. 5]
- ab 1871: Deutsches Reich, Königreich Preußen, Provinz Hessen-Nassau, Regierungsbezirk Wiesbaden, Oberlahnkreis
- ab 1918: Deutsches Reich (Weimarer Republik), Freistaat Preußen, Provinz Hessen-Nassau, Regierungsbezirk Wiesbaden, Oberlahnkreis
- ab 1944: Deutsches Reich, Freistaat Preußen, Provinz Nassau, Oberlahnkreis
- ab 1945: Amerikanische Besatzungszone,[Anm. 6] Groß-Hessen, Regierungsbezirk Wiesbaden, Oberlahnkreis
- ab 1946: Amerikanische Besatzungszone, Hessen, Regierungsbezirk Wiesbaden, Oberlahnkreis
- ab 1949: Bundesrepublik Deutschland, Hessen, Regierungsbezirk Wiesbaden, Oberlahnkreis
- ab 1968: Bundesrepublik Deutschland, Hessen, Regierungsbezirk Darmstadt, Oberlahnkreis
- ab 1972: Bundesrepublik Deutschland, Hessen, Regierungsbezirk Darmstadt, Oberlahnkreis, Gemeinde Weilmünster[Anm. 7]
- ab 1974: Bundesrepublik Deutschland, Hessen, Regierungsbezirk Darmstadt, Landkreis Limburg-Weilburg, Gemeinde Weilmünster
- ab 1981: Bundesrepublik Deutschland, Hessen, Regierungsbezirk Gießen, Landkreis Limburg-Weilburg, Gemeinde Weilmünster

## Bevölkerung
Einwohnerstruktur 2011
Nach den Erhebungen des Zensus 2011 lebten am Stichtag dem 9. Mai 2011 in Essershausen 213 Einwohner. Darunter waren 18 (8,5 %) Ausländer.
Nach dem Lebensalter waren 24 Einwohner unter 18 Jahren, 90 zwischen 18 und 49, 54 zwischen 50 und 64 und 45 Einwohner waren älter. Die Einwohner lebten in 93 Haushalten. Davon waren 24 Singlehaushalte, 27 Paare ohne Kinder und 33 Paare mit Kindern, sowie 3 Alleinerziehende und 6 Wohngemeinschaften. In 12 Haushalten lebten ausschließlich Senioren und in 63 Haushaltungen lebten keine Senioren.
Einwohnerentwicklung
| • 1630: | 12 Haushaltungen |

| Essershausen: Einwohnerzahlen von 1825 bis 2020 | Essershausen: Einwohnerzahlen von 1825 bis 2020 | Essershausen: Einwohnerzahlen von 1825 bis 2020 | Essershausen: Einwohnerzahlen von 1825 bis 2020 | Essershausen: Einwohnerzahlen von 1825 bis 2020 |
| --- | ----------------------------------------------- | ----------------------------------------------- | ----------------------------------------------- | ----------------------------------------------- |
| Jahr |                                                 |                                                 |                                                 | Einwohner                                       |
| 1825 | 1825                                            |                                                 | 141                                             | 141                                             |
| 1834 | 1834                                            |                                                 | 145                                             | 145                                             |
| 1840 | 1840                                            |                                                 | 154                                             | 154                                             |
| 1846 | 1846                                            |                                                 | 167                                             | 167                                             |
| 1852 | 1852                                            |                                                 | 170                                             | 170                                             |
| 1858 | 1858                                            |                                                 | 178                                             | 178                                             |
| 1864 | 1864                                            |                                                 | 199                                             | 199                                             |
| 1871 | 1871                                            |                                                 | 224                                             | 224                                             |
| 1875 | 1875                                            |                                                 | 215                                             | 215                                             |
| 1885 | 1885                                            |                                                 | 220                                             | 220                                             |
| 1895 | 1895                                            |                                                 | 226                                             | 226                                             |
| 1905 | 1905                                            |                                                 | 219                                             | 219                                             |
| 1910 | 1910                                            |                                                 | 219                                             | 219                                             |
| 1925 | 1925                                            |                                                 | 204                                             | 204                                             |
| 1939 | 1939                                            |                                                 | 188                                             | 188                                             |
| 1946 | 1946                                            |                                                 | 281                                             | 281                                             |
| 1950 | 1950                                            |                                                 | 294                                             | 294                                             |
| 1956 | 1956                                            |                                                 | 270                                             | 270                                             |
| 1961 | 1961                                            |                                                 | 231                                             | 231                                             |
| 1967 | 1967                                            |                                                 | 249                                             | 249                                             |
| 1970 | 1970                                            |                                                 | 224                                             | 224                                             |
| 1987 | 1987                                            |                                                 | 242                                             | 242                                             |
| 1993 | 1993                                            |                                                 | 281                                             | 281                                             |
| 1996 | 1996                                            |                                                 | 240                                             | 240                                             |
| 2001 | 2001                                            |                                                 | 234                                             | 234                                             |
| 2005 | 2005                                            |                                                 | 213                                             | 213                                             |
| 2010 | 2010                                            |                                                 | 219                                             | 219                                             |
| 2011 | 2011                                            |                                                 | 213                                             | 213                                             |
| 2015 | 2015                                            |                                                 | 201                                             | 201                                             |
| 2020 | 2020                                            |                                                 | 193                                             | 193                                             |
| Datenquelle: Historisches Gemeindeverzeichnis für Hessen: Die Bevölkerung der Gemeinden 1834 bis 1967. Wiesbaden: Hessisches Statistisches Landesamt, 1968. Weitere Quellen: ; nach 1970:; Zensus 2011 |                                                 |                                                 |                                                 |                                                 |

Historische Religionszugehörigkeit
| • 1885: | 210 evangelische (= 95,45 %), 10 katholische (= 4,55 %) Einwohner  |
| • 1961: | 162 evangelische (= 70,13 %), 67 katholische (= 29,00 %) Einwohner |

## Politik

### Ortsbeirat
Für Essershausen besteht ein Ortsbezirk (Gebiete der ehemaligen Gemeinde Essershausen) mit Ortsbeirat und Ortsvorsteher nach der Hessischen Gemeindeordnung.
Der Ortsbeirat besteht aus fünf Mitgliedern. Bei den Kommunalwahlen in Hessen 2021 betrug die Wahlbeteiligung zum Ortsbeirat 60,00 %. Alle Kandidaten gehörten der Liste „Pro Essershausen“ an. Der Ortsbeirat wählte Daniel Rosenkranz zum Ortsvorsteher.

### Wappen
| Wappen von Essershausen | Blasonierung: „In Blau einen goldenen rot-bewehrten Adler.“                          |
| Wappen von Essershausen | Das Wappen wurde am 18. Februar 1955 durch das Hessische Innenministerium genehmigt. |

## Kultur und Sehenswürdigkeiten

### Kulturdenkmäler
Für die Kulturdenkmäler in der Gemeinde siehe Liste der Kulturdenkmäler in Essershausen.

### Vereine
Auf Ortsebene bestehen die Vereine Evangelische Frauenhilfe Essershausen, Naturschutzbund Deutschland (NABU) - Ortsgruppe Essershausen, die Freiwillige Feuerwehr Essershausen e. V. gegr. 1934, der Wander- und Grillverein Essershausen, der Sheriff-Club e. V., der Minitreff und der Fußballclub Essershausen e. V.

## Infrastruktur
- Seit dem Jahr 1934 sorgt die Freiwillige Feuerwehr Essershausen für den abwehrenden Brandschutz und die allgemeine Hilfe in diesem Ort.
- Es bestehen das Dorfgemeinschaftshaus in der Brückenstraße, der Sportplatz in den Weilwiesen, ein Kinderspielplatz sowie Rad- und Wanderwege.